# Григоров, Наум Леонидович
Нау́м Леони́дович Григо́ров (1915 — 2005) — советский астрофизик.

## Биография
Родился 9 (22 марта) 1915 года в Бендерах (ныне ПМР). В 1941 году окончил физический факультет МГУ имени М. В. Ломоносова. В 1941—1945 годах служил в РККА. В 1950 году защитил кандидатскую диссертацию на тему «Исследование электронно-фотонной компоненты космических лучей в стратосфере». В 1954 году — докторскую диссертацию на тему «Характеристики элементарного акта взаимодействия с лёгкими атомными ядрами космических частиц (в диапазоне энергий 2-1000 БэВ)». Старший научный сотрудник (1956). Профессор (1960). Заслуженный Соросовский профессор (1994). В том же году Григоров был избран почётным членом (академиком) Международной академии наук высшей школы.
Подготовил 20 кандидатов наук. 5 кандидатов защитили докторские диссертации по материалам экспериментальных исследований, которые проводились по инициативе и под руководством Григорова. Опубликовал более 260 научных работ и 3 монографии. Получил 5 авторских свидетельств на изобретения.
Разработал оригинальный метод определения степени неупругости взаимодействия протонов космических лучей с атомными ядрами атмосферы. Изобрёл новый метод измерения энергии высокоэнергичных адронов — ионизационный калориметр. Предложил метод измерения нижней границы эффективного сечения неупругого взаимодействия протонов космических лучей высокой энергии с ядрами атмосферы путём измерения потока адронов в нижней части атмосферы, идущих без сопровождения другими частицами.
Умер 14 ноября 2005 года в Москве.

## Награды и премии
- Сталинская премия третьей степени (1950) — за разработку конструкции аппаратуры для изучения космических лучей
- Ломоносовская премия МГУ первой степени (1960)
- Первая премия АН СССР и ЧССР (1973).
- заслуженный деятель науки РСФСР (1988)
- орден Отечественной войны II степени (6.11.1985)
- медали